# Philip Lindau
Pour les articles homonymes, voir Lindau (homonymie).
Philip Lindau, né le 18 août 1991 à Jönköping, est un coureur cycliste suédois des années 2010.

## Biographie
Philip Lindau naît le 18 août 1991 à Jönköping en Suède.
Il entre dans l'équipe CykelCity en 2011, devenue CykelCity.se l'année suivante. Il devient champion de Suède sur route en 2011. Il passe dans l'équipe People4you-Unaas en 2013 avant d'être recruté en 2014 dans l'équipe Joker.
Il met un terme à sa carrière à l'issue de la saison 2017.

## Palmarès
- 2009
  - 4e étape du Youth Tour juniors
  - 2e du championnat de Suède du contre-la-montre juniors
- 2011
  -  Champion de Suède sur route
- 2012
  - Hammarö 3-dagars :
    - Classement général
    - 1re étape
- 2013
  - U6 Cycle Tour